# Changan CS75
Der Changan CS75 ist ein SUV des chinesischen Automobilherstellers Chongqing Changan Automobile Company der Marke Changan, das über dem CS55 und unter dem CS95 platziert ist.

## Geschichte
Das Fahrzeug debütierte formal auf der Internationalen Automobil-Ausstellung 2013 in Frankfurt am Main und kam am 20. April 2014 in China zu den Händlern. Formal auf der Beijing Auto Show im April 2018 präsentierte Changan eine überarbeitete Version des CS75 und eine Variante mit Plug-in-Hybrid-Antrieb. Eine weitere Modellpflege folgte im Februar 2024.

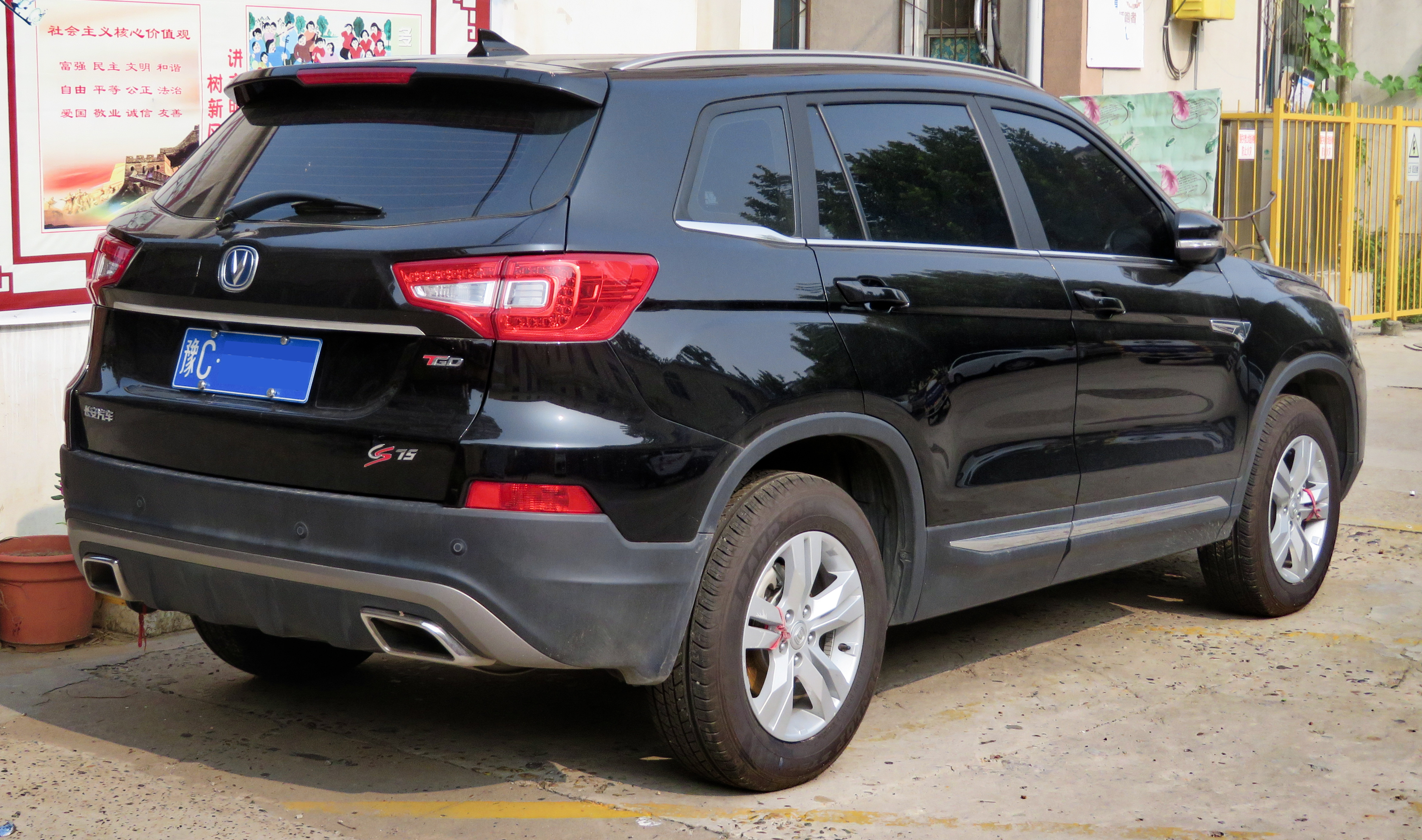
Heckansicht
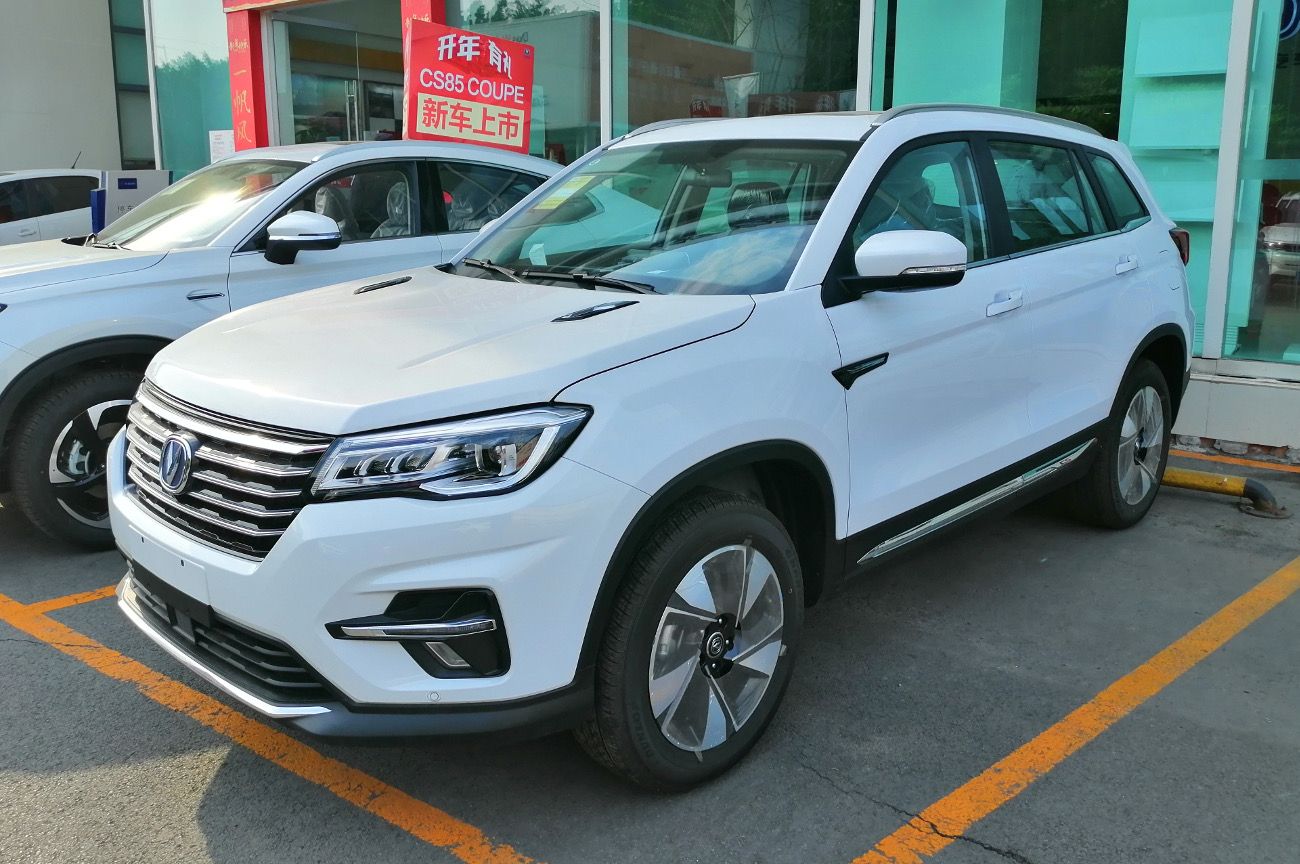
Changan CS75 (2018–2024)
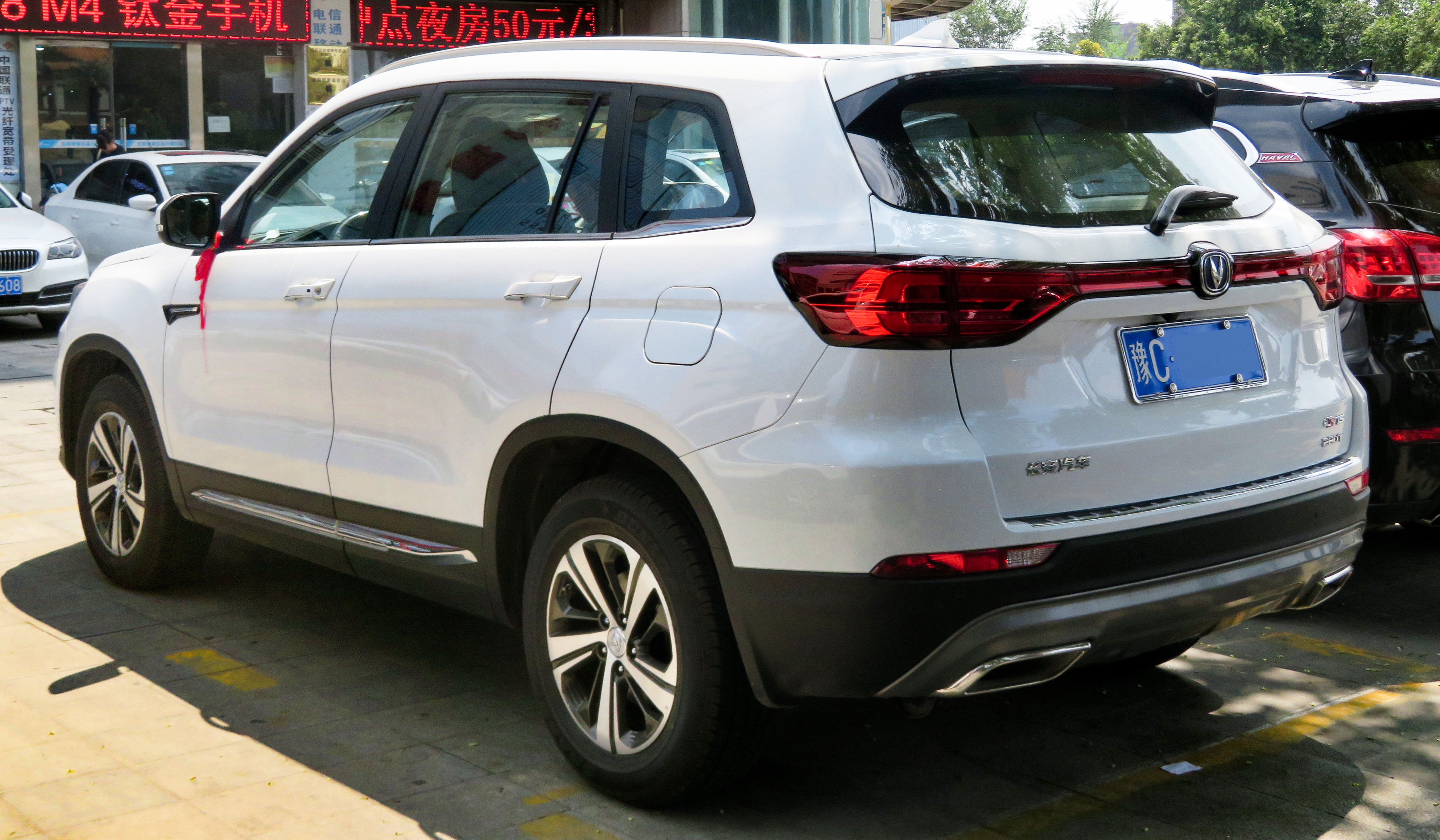
Heckansicht
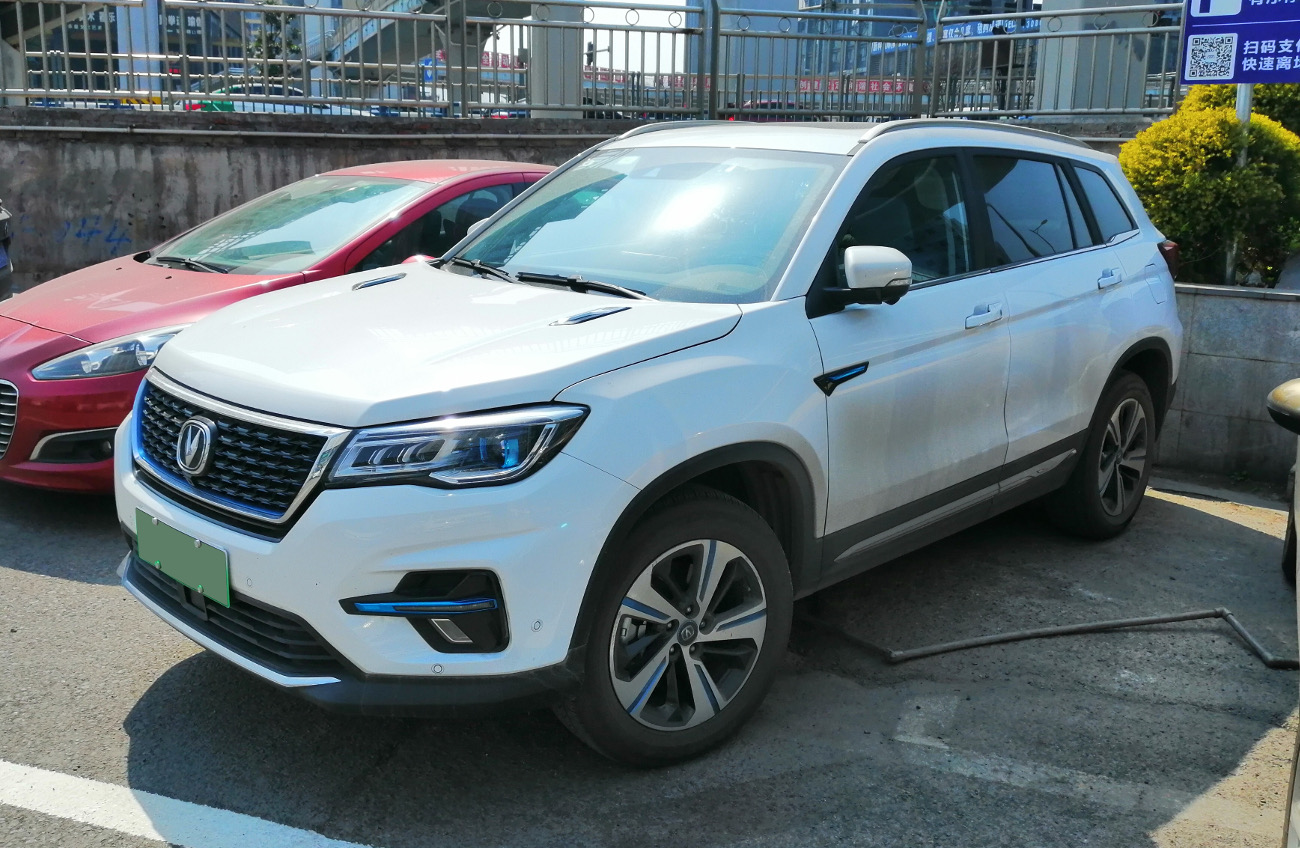
CS75 PHEV

## Sicherheit
Beim C-NAP-Crashtest erhielt das Fahrzeug im Jahr 2014 fünf Sterne und eine Punktezahl von 59 Punkten.

## Technische Daten
|                                            | 1.5T                             | 1.5T                             | 1.5T GDI               | 1.5T GDI                         | 1.8                                     | 1.8T                          | 2.0                         | PHEV                                     |
| ------------------------------------------ | -------------------------------- | -------------------------------- | ---------------------- | -------------------------------- | --------------------------------------- | ----------------------------- | --------------------------- | ---------------------------------------- |
| Bauzeitraum                                | 10/2021–04/2023                  | seit 04/2023                     | 10/2016–04/2018        | 04/2018–10/2021                  | 12/2017–08/2023                         | 04/2014–04/2019               | 04/2014–02/2017             | 09/2018–10/2021                          |
| Motorkenndaten                             |                                  |                                  |                        |                                  |                                         |                               |                             |                                          |
| Motortyp                                   | R4-Ottomotor                     | R4-Ottomotor                     | R4-Ottomotor           | R4-Ottomotor                     | R4-Ottomotor                            | R4-Ottomotor                  | R4-Ottomotor                | R4-Ottomotor + Elektromotor              |
| Motoraufladung                             | Turbolader                       | Turbolader                       | Turbolader             | Turbolader                       | —                                       | Turbolader                    | —                           | Turbolader                               |
| Gemischaufbereitung                        | Direkteinspritzung               | Direkteinspritzung               | Direkteinspritzung     | Direkteinspritzung               | Saugrohreinspritzung                    | Saugrohreinspritzung          | Saugrohreinspritzung        | Direkteinspritzung                       |
| Hubraum                                    | 1494 cm³                         | 1494 cm³                         | 1499 cm³               | 1499 cm³                         | 1798 cm³                                | 1798 cm³                      | 1998 cm³                    | 1499 cm³                                 |
| max. Leistung bei min−1                    | 132 kW (179 PS) / 5500           | 138 kW (188 PS) / 5500           | 125 kW (170 PS) / 5500 | 131 kW (178 PS) / 5500           | 110 kW (150 PS) / 5500                  | 130 kW (177 PS) / 5000–5500   | 116 kW (158 PS) / 5500–6000 | 115 kW (156 PS) / 5500 + 220 kW (299 PS) |
| max. Systemleistung                        | —                                | —                                | —                      | —                                | —                                       | —                             | —                           | 255 kW (347 PS)                          |
| max. Drehmoment bei min−1                  | 300 Nm / 1250–3500               | 300 Nm / 1500–4000               | 230 Nm / 1950–4000     | 265 Nm / 1450–4500               | 220 Nm / 2000–4500 (245 Nm / 2000–4000) | 230 Nm / 1700–5000            | 200 Nm / 4000–4500          | 225 Nm / 2000–4000 + 515 Nm              |
| max. Systemdrehmoment                      | —                                | —                                | —                      | —                                | —                                       | —                             | —                           | 605 Nm                                   |
| Kraftübertragung                           |                                  |                                  |                        |                                  |                                         |                               |                             |                                          |
| Antrieb, serienmäßig                       | Vorderradantrieb                 | Vorderradantrieb                 | Vorderradantrieb       | Vorderradantrieb                 | Vorderradantrieb                        | Vorderradantrieb              | Vorderradantrieb            | Allradantrieb                            |
| Antrieb, optional                          | —                                | —                                | —                      | —                                | (Allradantrieb)                         | (Allradantrieb)               | —                           | —                                        |
| Getriebe, serienmäßig                      | 6-Gang-Schaltgetriebe            | 6-Gang-Schaltgetriebe            | 6-Gang-Schaltgetriebe  | 6-Gang-Schaltgetriebe            | 6-Gang-Automatikgetriebe                | 6-Gang-Automatikgetriebe      | 6-Gang-Schaltgetriebe       |                                          |
| Getriebe, serienmäßig                      | [7-Gang-Doppelkupplungsgetriebe] | [7-Gang-Doppelkupplungsgetriebe] | —                      | [7-Gang-Doppelkupplungsgetriebe] | —                                       | —                             | —                           | —                                        |
| Messwerte                                  |                                  |                                  |                        |                                  |                                         |                               |                             |                                          |
| Höchstgeschwindigkeit                      | 185 km/h                         | 185 km/h                         |                        |                                  | 180 km/h                                | 180 km/h                      |                             | 180 km/h                                 |
| Beschleunigung, 0–100 km/h                 |                                  |                                  |                        |                                  | 11,2 s (11,3 s)                         | 11,5 s                        |                             | 8,6 s                                    |
| Leergewicht                                | 1520 kg [1560 kg]                | 1520 kg [1560 kg]                | 1626 kg                | 1625 kg [1650 kg]                | 1740 kg (1846 kg)                       | 1665 kg (1771 kg)             | 1640 kg                     | 2020 kg                                  |
| Kraftstoffverbrauch auf 100 km, kombiniert | 6,2 l Super [6,5 l Super]        | 7,1 l Super [7,6 l Super]        | 8,1 l Super            | 6,5–6,6 l Super [7,0 l Super]    |                                         | 8,8 l Super (9,2–9,5 l Super) | 8,1–8,5 l Super             | 1,6 l Super                              |
| Tankinhalt                                 | 58 l                             | 58 l                             | 58 l                   | 58 l                             | 58 l                                    | 58 l                          | 58 l                        |                                          |